# 竹迫インターチェンジ
竹迫インターチェンジ（たけざこインターチェンジ）は、島根県浜田市竹迫町にある、山陰自動車道（浜田道路）のインターチェンジである。

## 歴史
- 1993年（平成5年）6月3日 : 浜田道路の三宮IC（現・相生IC） - 原井IC開通に伴い供用開始。
- 2014年（平成26年）9月30日 : IC名称が正式決定[1]。

## 道路
- E9 山陰自動車道（浜田道路）

## 周辺
- 浜田駅（JR西日本山陰本線）
- 島根県立大学
- 浜田市立三階小学校
- 島根県西部運転免許センター
- 山陰合同銀行浜田東支店
- 山陰中央新報浜田ビル
  - 山陰中央新報浜田総局
  - 石見ケーブルビジョン

## 隣
E9 山陰自動車道
相生IC - 竹迫IC - 道の駅ゆうひパーク浜田 - 原井IC